# Café Zimmermann (ensemble)
Pour les articles homonymes, voir Café Zimmermann et Zimmermann.
Café Zimmermann est un ensemble musical en résidence au Théâtre du Jeu de Paume d'Aix-en-Provence fondé en 1998 par le violoniste Pablo Valetti et la claveciniste Céline Frisch, réunissant des musiciens qui s’attachent à faire revivre l’émulation artistique portée par l’établissement de Gottfried Zimmermann dans la Leipzig du XVIIIe siècle. L’ensemble invite régulièrement des artistes comme Gustav Leonhardt, les sopranos Nuria Rial et Sophie Karthäuser, le contreténor Dominique Visse, Damien Guillon et les chœurs Accentus, Vox Luminis et Les Éléments.
Café Zimmermann se produit dans de prestigieuses salles européennes comme la Cité de la musique, le Festival d’Innsbruck, la Salle Gaveau, le Théâtre de la Ville, le Palau de la Musica Catalana ou encore Bozar, tout en s’efforçant de faire découvrir la musique du XVIIIe siècle au plus grand nombre par des actions de sensibilisation.
Café Zimmermann se produit aussi régulièrement lors de tournées internationales, aux Etats-Unis, au Japon, en Chine ou encore en Amérique du Sud. Ses enregistrements discographiques - surtout ceux de J.S. Bach - sont salués par la critique spécialisée et récompensés par plusieurs Diapasons d’Or et Chocs de Classica.
Son dernier enregistrement, The imaginary music book of J.S. Bach vient de sortir.

## Discographie
Les enregistrements de Café Zimmermann sont édités par le label Alpha.
- 2001 : Johann Sebastian Bach, Variations Goldberg, 14 canons. Alpha 014.
- 2002 : Charles Avison, Concertos in seven parts done from the lessons of Domenico Scarlatti. Alpha 031
- 2005 : J-H. D’Anglebert – J-B. Lully, Pièces pour clavecin et Airs d’opéra. Alpha 074.
- 2007 : Johann Sebastian Bach, Weltliche Kantaten BWV 30a & 207. Direction : Gustav Leonhardt. Alpha 118
- 2009 : Dom Quichotte - Cantates et concertos comiques, avec Dominique Visse. Alpha 151
- 2009 : Dom Quichotte - Cantates et concertos comiques, avec Dominique Visse. Alpha 151
- De 2001 à 2011 : Concerts avec plusieurs instruments : Ce projet regroupe une intégrale en six volumes de la musique orchestrale de Bach. Chaque volume se présente sous la forme d'un concert mêlant des œuvres venant de recueils différents. Les six volumes ont été récompensés par 5 diapasons d'or.
- 2018 : Francesco Geminiani, Concerti grossi op. 7 no 1-6. Alpha 396
- 2020 : Lamento, avec Damien Guillon, Alpha 626
- 2021 : The imaginary music book of J.S. Bach, Alpha 766